# Bugs Bunny
Bugs Bunny este un iepure fictiv ce apare în seriile animate Looney Tunes și Merrie Melodies create de Leon Schlesinger Productions, ce a devenit, în 1945, Warner Bros. Cartoons. El rămâne unul din cele mai populare personaje de desene animate din lume. În 2002, el a fost numit de TV Guide ca cel mai bun personaj de desene din toate timpurile. În prezent, el este mascota fraților Warner (Warner Brothers).
Conform Bugs Bunny: 50 de ani și doar un iepure gri (Bugs Bunny: 50 Years and Only One Grey Hare), el s-a „născut” în anul 1940 în Brooklyn, New York, rezultatul imaginației lui Tex Avery (care a regizat A Wild Hare, debutul lui Bugs Bunny) și Robert McKimson (cel ce a creat designul lui final), printre mulți alții. După Mel Blanc, vocea lui originală, Bugs Bunny are un accent Flatbush-an, o amestecătură de dialecte din Bronx și Brooklyn. Fraza lui preferată este „What's up, Doc?” (tradusă „Care-i treaba, moșule?”), spusă în timp ce mănâncă un morcov. Alte fraze populare sunt: „Of course, you realize...this means war” („Desigur, înțelegi că... asta înseamnă război”) și „Ain't I a stinker?”.

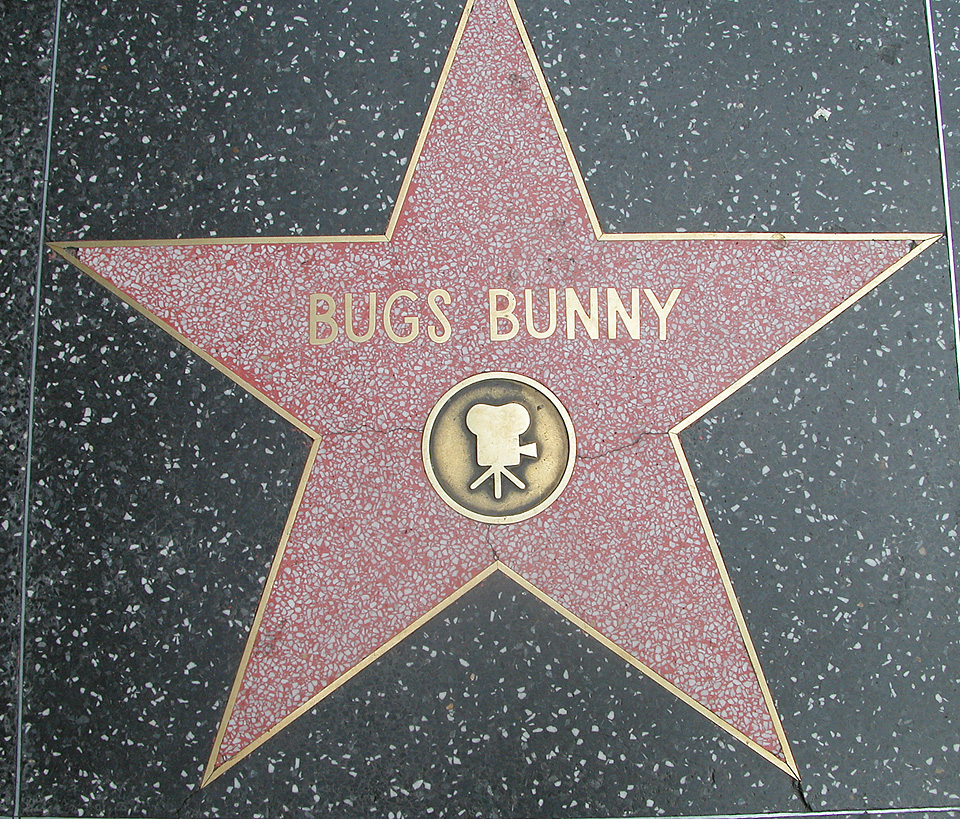
Steaua lui Bugs Bunny de pe Hollywood Walk of Fame

## Actori
Actorii care l-au jucat pe Bugs Bunny sunt:
- Mel Blanc (1940-1989)
- Keith Scott (1990, 1995, 1999)
- Jeff Bergman (1990-1993, 1997, 2003, 2011-2020)
- Greg Burson (1990-2000)
- Billy West (1996-2006)
- Joe Alaskey (2000-2012)
- Noel Blanc (2001)
- Samuel Vincent (2001-2006)
- Bob West (2003)
- Bill Farmer (2006)
- Eric Bauza (2018-prezent)

În versiunea românească:
- Marian Stan (desenele originale Looney Tunes, Merry Melodies, Baby Looney Tunes, Taz-Mania, Filmul lui Daffy Duck: Insula fantastică)
- Eugen Morcov (The Looney Tunes Show, Noile Looney Tunes)
- Florian Silaghi (Micii poznași)